# Piper paralaevigatum
Piper paralaevigatum är en pepparväxtart som beskrevs av William Trelease. Piper paralaevigatum ingår i släktet Piper och familjen pepparväxter. Inga underarter finns listade i Catalogue of Life.